# Estimador de Newey-West
O estimador de Newey-West utiliza-se nas estatísticas e econometria para proporcionar uma estimativa da matriz de covariância dos parâmetros de um tipo de regressão do modelo quando se aplica este modelo em situações nas que a hipótese regular de análise de regressão não se aplicam. Foi desenvolvido em 1987 por K. Whitney Newey e Kenneth D. West, ainda que há um número de variantes posteriores. O estimador utiliza-se para tratar de superar autocorrelação, ou correlação , e heteroscedasticidade nos termos de erro nos modelos. Isto com frequência se utiliza para corrigir os efeitos da correlação dos termos de erro nas regressões aplicadas às séries temporárias de dados.
Isso pode ser demonstrado em {\displaystyle Q^{*}}, a matriz de somas dos quadrados que cruzam produtos que envolvem {\displaystyle \sigma _{(ij)}} e as linhas de {\displaystyle X}. O estimador com mínimos quadrados {\displaystyle b} é um estimador consistente de {\displaystyle \beta }. Isso implica que os residuais de mínimos quadrados {\displaystyle e_{i}} são estimadores consistentes "em termos de pontos" das suas partes de população {\displaystyle E_{i}}. A aproximação geral, vai ser utilizar {\displaystyle X} e {\displaystyle e} para gerar o estimador de {\displaystyle Q^{*}}. Isso quer dizer que o tempo entre termos de erros aumenta, a correlação entre erros o termos de erros reduz. O estimador pode assim ser utilizado para melhorar a regressão dos minímos quadrados ordinários (OLS) quando os residuais são heteroskedastic e/ou autocorrelacionados.
{\displaystyle Q^{*}={\frac {1}{T}}\sum _{t=1}^{T}e_{t}^{2}x_{t}x'_{t}+{\frac {1}{T}}\sum _{\ell =1}^{L}\sum _{t=\ell +1}^{T}w_{\ell }e_{t}e_{t-\ell }(x_{t}x'_{t-\ell }+x_{t-\ell }x'_{t})}
{\displaystyle w_{\ell }=1-{\frac {\ell }{L+1}}}
{\displaystyle w_{\ell }} pode ser considerado como o `peso'. Distúrbios que são mais distantes um do outro são dados menor peso, enquanto aqueles com índices iguais são dados um peso de 1. Isto garante que o segundo termo converge (em algum sentido apropriado) para uma matriz finita. Este sistema de ponderação garante igualmente que a matriz de covariância resultante é positivo semi-definitio.

## Implementações em programas de computador
Em Julia, o pacote CovarianceMatrices.jl suporta vários tipos de heteroskedasticity e autocorrelação de matrizes de estimativas consistentes de covariância incluindo a Newey–West, White, e Arellano.
Em R, os pacotes sandwich e plm incluem a função para o estimador Newey–West.
Em Stata, o comando newey produz erros padrão de Newey–West para os coeficientes estimados pela regressão OLS.
Em MATLAB, o comando hac na caixa de ferramentas de  Econometrics produz o estimador Newey–West (entre outros).
em Python, o módulo statsmodels inclui funcões para matrizes de covariância utilizando Newey-West.
Em Gretl, a opção --robust para vários comandos de estimação (como ols) no contexto de dataset de dados tempo-série produz erros padrão de Newey–West.
Em SAS, os erros corrigidos padrão de Newey-West podem ser obtidos em PROC AUTOREG e PROC MODEL